# パロディ・ミサ
パロディ・ミサは、世俗音楽、典型的にはモテットやシャンソンの一部分を旋律として用いるミサ曲である。ルネサンス音楽の他の主要なミサ曲形式である定旋律ミサとパラフレーズ・ミサから区別してこのように呼ぶ。
パロディ・ミサはルネッサンス時代にはとても人気のある様式であった。ジョヴァンニ・ダ・パレストリーナ一人だけでも50以上の曲を作曲しており、16世紀前半にはパロディ・ミサが主流のスタイルとなった。トリエント公会議でパロディ・ミサ、ならびに世俗の素材をミサに転用することが禁じられたが、実際にはあまり効果を発揮しなかった。作曲家たちは、単にミサの題名に世俗の歌の名前を入れることをやめただけで、モテットやシャンソンからの借用を続けたからである。そして彼らは代りにしばしばミサを「名前のないミサ」（Missa sine nomine）と名付け、聴衆になんの歌が使われているかを当てる楽しみを与えたと言うわけである。
定義を厳密にすれば、パロディ・ミサとはポリフォニックな素材が用いられているミサのみを指す。しかし、初期のパロディ・ミサの幾つかはポリフォニー曲の一声部のみを借用しており、このタイプは定旋律ミサと区別するのが難しい。またパロディ・ミサには、声部を削ったり付け加えたりする場合もあるし、他の歌からの借用を加えたり、ミサの各部の冒頭にのみ世俗曲を借用したりするものもある。
パロディ・ミサの代表的作例としては、ジョスカン・デ・プレの2曲の「武装した人」（少なくとも30曲のミサがこの歌に基づいて作曲されている）、またジョン・タヴァーナー、クリストファー・タイやジョン・シェパードによる西風（The western wynde）ミサがあげられる。